# تاسوس میتروپولوس
تاسوس میتروپولوس (یونانی: Τάσος Μητρόπουλος؛ زادهٔ ۲۳ اوت ۱۹۵۷) بازیکن فوتبال اهل یونان بود.
از باشگاه‌هایی که در آن بازی کرده‌است می‌توان به باشگاه فوتبال ویرا، باشگاه فوتبال پاناتینایکوس، باشگاه فوتبال المپیاکوس، باشگاه فوتبال ایراکلیس ۱۹۰۸، باشگاه فوتبال آپولون اسمیرنیس، و باشگاه فوتبال آ. ا. ک آتن اشاره کرد.
وی همچنین در تیم ملی فوتبال یونان بازی کرده‌است.